# Ruben Seeber
Ruben Seeber (11 giugno 1999) è un giocatore di football americano austriaco.
Di ruolo inside linebacker (quarterback fino al 2019), gioca fin dagli esordi nei Tirol Raiders, con i quali ha vinto 5 titoli nazionali, 3 CEFL Bowl e 2 ECTC. Ha seguito i Raiders nel passaggio alla lega semiprofessionistica ELF.
Ha vinto il campionato europeo con la nazionale Under-19.
Suo fratello Fabian ha giocato a football americano fino al 2019.